# 관양중학교
관양중학교(冠陽中學校)는 대한민국 경기도 안양시 동안구 관양동에 있는 공립 중학교이다.

## 학교 연혁
- 1976년 12월 28일 : 관양중학교 15학급 인가
- 1977년 2월 28일 : 본관 7교실, 부속건물 2동 신축
- 1977년 3월 1일 : 초대 안학수 교장 취임
- 1978년 12월 31일 : 본관 교실 증축 (본관 28교실 완성)
- 1979년 12월 30일 : 후관 4교실 신축
- 1980년 2월 23일 : 제1회 졸업식(348명)
- 2008년 3월 2일 : 남녀공학 전환
- 2015년 3월 1일 : 안양희망창조학교(혁신공감학교) 운영
- 2023년 9월 1일 : 제14대 김철환 교장 취임
- 2024년 1월 5일 : 제45회 졸업식(졸업생 144명, 총 21,476명)
- 2024년 3월 4일 : 신입생 입학식(4학급 111명)

## 참고 자료
- 관양중학교 - 한국교육학술정보원 학교알리미